# Ryū Matsumoto
Pour les articles homonymes, voir Matsumoto.
Ryū Matsumoto (松本 龍, Matsumoto Ryū), né le 17 mai 1951 à Fukuoka et mort le 21 juillet 2018 dans la même ville, est un homme politique japonais.

## Biographie
Ryū Matsumoto est licencié de l’université Chūō à Tokyo. Il a été élu pour la première fois à la Chambre des représentants du Japon en 1990 alors qu’il était membre du Parti socialiste. Il a été réélu six fois, et il est l'un des membres les plus riches de la Chambre. Il est maintenant membre du Parti démocrate. Il fait partie des cadres de la Ligue de Libération des Buraku (部落解放同盟, Buraku Kaihō Dōmei), dont son grand-père, Jiichirō Matsumoto, fut l'un des fondateurs.
Matsumoto a été ministre de l’Environnement (2010-2011) et ministre de la Reconstruction après le séisme du 11 mars 2011 dans le cabinet Kan. Il n’a occupé cette dernière charge que neuf jours. Il dut démissionner à la suite de ses entretiens avec les gouverneurs des préfectures touchées par le séisme. Après avoir été critiqué pour son impolitesse et son manque de respect envers les représentants des victimes, il s'est excusé et a mis notamment en cause son appartenance au groupe sanguin B,.
Il s'est représenté lors de l’élection de 2012, mais n'a pas été réélu.